# Peggiorativo
Il peggiorativo o forma peggiorativa in linguistica è un fenomeno di alterazione applicata ad una parola, atta ad esprimere disprezzo, critica, ostilità o mancanza di rispetto ed ha come suo opposto il vezzeggiativo.
Mentre molte lingue applicano l'accrescitivo grammaticale ai nomi, altre lo usano anche per gli aggettivi e per altre parti del discorso come i verbi.
Un termine può essere considerato peggiorativo in diversi contesti, come sociale e culturale, e non esserlo in altri o viceversa.

## Suffissi in italiano
Nella lingua italiana il peggiorativo è espresso da una serie relativamente limitata di suffissi: 
- -accio, -accia (ad esempio: coltello-coltellaccio);
- -astro, -astra (ad esempio: medico-medicastro).

Alcune parole della lingua italiana, soprattutto in ambito culinario, derivano da peggiorativi (cfr. prestito linguistico): è il caso di sanguinaccio (da sangue) o migliaccio (da miglio).